# شعر ملحمي

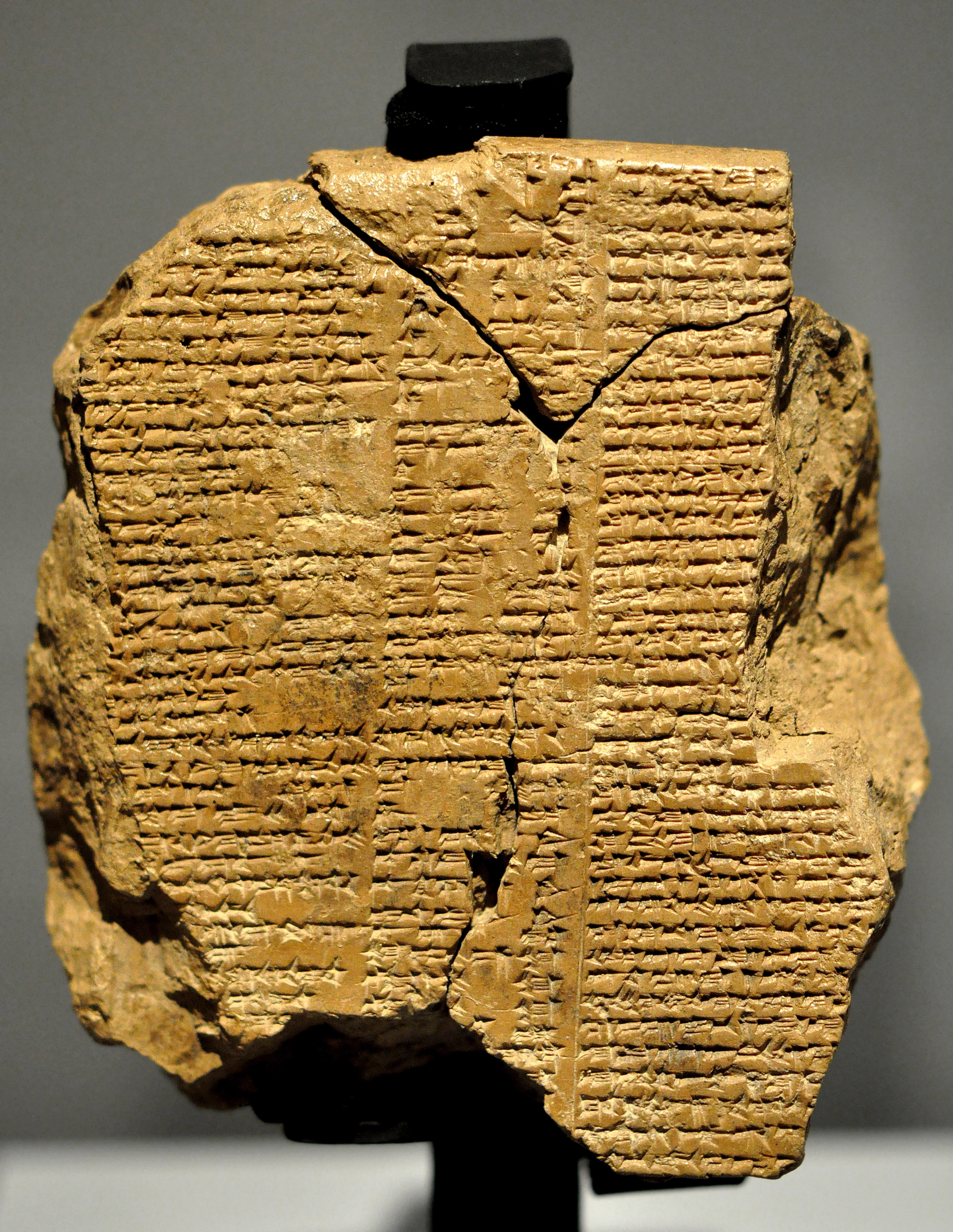
اللوحة الخامسة من ملحمة جلجامش.

الملحمة (من الصفة اليونانية: ἐπικός، epikós؛ من ἔπος، épos وتعني "كلمة، قصة، قصيدة") هي نوع من الأنواع السردية، نشأ في فترات مختلفة من التاريخ، تُعرض فيه أحداث أسطورية أو خيالية تتعلق ببطولات بطل أو أكثر من الأبطال الخياليين، وبصراعات حقيقية أو متخيلة شاركوا فيها.
كانت وسيلتها التقليدية في التعبير هي السرد الشعري، الذي كانت غايته النهائية تمجيد شعب ما أو تعظيمه. وفي بعض الحالات، لم تكن الملاحم تُكتب، بل كانت تُروى شفهيًا بواسطة الرواة أو المنشدين (الرافصود). ومع مرور الوقت، تبنّت الملحمة الشكل السردي النثري، وأدخلت عناصر من الوصف والحوار، مما أدى في البداية إلى ظهور رواية الفروسية، والرواية التهجينية أو اللا بطولية، ولاحقًا الرواية الواقعية أو البرجوازية، إلى جانب أنواع أدبية أخرى.

## السمات
تناوب الخطابات الذي يعود أصله إلى الملاحظة الأرسطية للفرق بين "المحاكاة" (mímesis) و"السرد" (diégesis)، أي بين الرواية والوصف.
- تتم الرواية بصيغة الغائب (الشخص الثالث).
- قد يظهر الراوي في العمل أو لا يظهر. فهو ليس حاضرًا دائمًا كما في الجنس الأدبي الغنائي، ولكنه أيضًا لا يختفي تمامًا كما هو الحال في الجنس المسرحي.
- الشكل المفضل في الأعمال الأدبية الملحمية أو السردية هو النثر أو الشعر الطويل (كالبيت السداسي، أو البيت الإسكندري...).
- تميل هذه الأعمال إلى احتواء جميع الأجناس الأدبية (الغنائي، المسرحي، التعليمي)، ولهذا السبب غالبًا ما تكون أطول من غيرها.
- قد تتضمن تقسيمات في بنيتها الخارجية، مثل الفصول أو العناوين الفرعية...
- تمتلك الأنواع أو الفروع التالية: الملحمة، أنشودة الفروسية، الرومانس، الحكاية التقليدية، الأسطورة، الخرافة، السرد، الرواية. ولكل منها أنواع أو تصنيفات مختلفة، وخصوصًا الأسطورة، الحكاية التقليدية، والرواية.
- يمكن أن تكون على شكلين: مباشر وغير مباشر.
- وقد تحمل أيضًا طابعًا أيديولوجيًا.
- تمزج بين الواقعي والخيالي.
- تمجيد شخصية البطل من خلال البطولات التي يقوم بها.
- أغلب هذه الأعمال تحتوي على بطل بوصفه الشخصية الرئيسية.

## الأنواع الفرعية
يُعدّ النوع الملحمي (الملحمة) حاضرًا في جميع الآداب، لأنه نوع جوهري وأساسي، وقد وُجد عبر التاريخ بأشكال متعددة ومختلفة.
لقد ألّف السومريون (ملحمة جلجامش)، واليونانيون (الإلياذة، الأوديسة)، والرومان (الإنيادة)، والهندوس (المهابهاراتا)، والفرس (الشاهنامة) ملاحم تدور حول بطولات بطل نموذجي يُجسد القيم الجماعية التقليدية لشعبه، إلى جانب شخصيات أخرى مثل الآلهة والبشر، كما كانت تتضمن عناصر خيالية أيضًا.
في العصور القديمة، كان الآلهة هم الشخصيات الرئيسية في هذه الأعمال، وكانت لهم قدرات تتجاوز قدرات البشر بشكل كامل. تضمنت هذه الحكايات معارك خارقة وبطولات مذهلة.
في العصور الوسطى، تغيّر اسم الملحمة إلى أنشودة الفروسية أو أنشودة البطولة (cantar de gesta)، وبدأت العناصر الإلهية والخيالية تقلّ تدريجيًا.
أُلّفت معظم هذه الملاحم في فرنسا، وكانت أنشودة رولان (La Chanson de Roland) هي الأكثر تأثيرًا.
وفي قشتالة، أُلفت أنشودة السيد (El Cantar de Mío Cid)، وغيرها.
أما الألمان فقد ألّفوا أنشودة نيبلونغن (Das Nibelungenlied)، والسكسونيون ألّفوا بيوولف (Beowulf).
أما في إنجلترا، فلم يتم تجميع الأساطير المتفرقة حول روبن هود، ولكن كُتبت قصص نثرية حول ملك افتراضي يُدعى آرثر.
وفي آيسلندا، كانت الملحمات (Sagas)، رغم طابعها التاريخي البارز، قريبة من هذا التقليد السردي، خاصة الملحمات القديمة مثل ملحمة فولسونغ (Saga de los Volsungos).
مع الانتقال إلى العصور الحديثة، لم تعد الملحمة تتمحور حول الأبطال والآلهة، بل أصبحت تدور حول أشخاص عاديين وبسطاء، وكانت النجاة أو تحسين الوضع الاجتماعي هي البطولة الوحيدة لديهم. كذلك، استُبدلت البطولات الخارقة باتجاه واقعي في السرد.
كانت هذه هي الإضافة الكبرى لروايات مثل الرواية التهجينية الإسبانية المجهولة المؤلف لثاريو دي تورميس، وخاصة الجزئين من دون كيشوت دي لا مانتشا للمؤلف ثيربانتس، والتي قوّضت ما تبقّى من ملاحم العصور الوسطى، المتمثلة في ما يُعرف بـ"كتب الفروسية".
يمثّل دون كيشوت ميلاد الرواية الحديثة الواقعية المتعددة الأصوات، المكتوبة نثرًا، والتي تدور حول شخصيات بسيطة في بيئة واقعية، دون تدخل الآلهة أو أحداث خارقة للطبيعة.
وقد ازدهر هذا النوع من الروايات بشكل كبير في القرن التاسع عشر، عندما تبنته البرجوازية كنموذج للتعبير عن همومها وكمرآة لأيديولوجيتها المادية الجديدة. ومن ثم، فإن الرواية الواقعية في القرن التاسع عشر تُعد الملحمة الخاصة بالطبقة المتوسطة أو البرجوازية.
أما القصيدة الملحمية، فهي محاولة لإحياء الملحمة الإغريقية والرومانية في العصر الحديث، بأسلوب غالبًا ما يكون مليئًا بالتلميحات القديمة، وباستخدام القافية التامة.
ومن الأعمال التي تندرج ضمن هذا النوع:
- الإنيادة، للشاعر الروماني فيرجيليو.
- الكوميديا الإلهية، للإيطالي دانتي أليغييري.
- لوس لوسياداس، للبرتغالي لويس دي كامويش.
- أورلاندو الغاضب، للإيطالي لودوفيكو أريوستو.
- أراوكانا، للإسباني ألونسو دي إرسيا.
- الهينريادا، للفرنسي فولتير.
- باروسيا، للإكوادوري رومازو غونثاليث.
- الفردوس المفقود، للإنجليزي جون ميلتون.

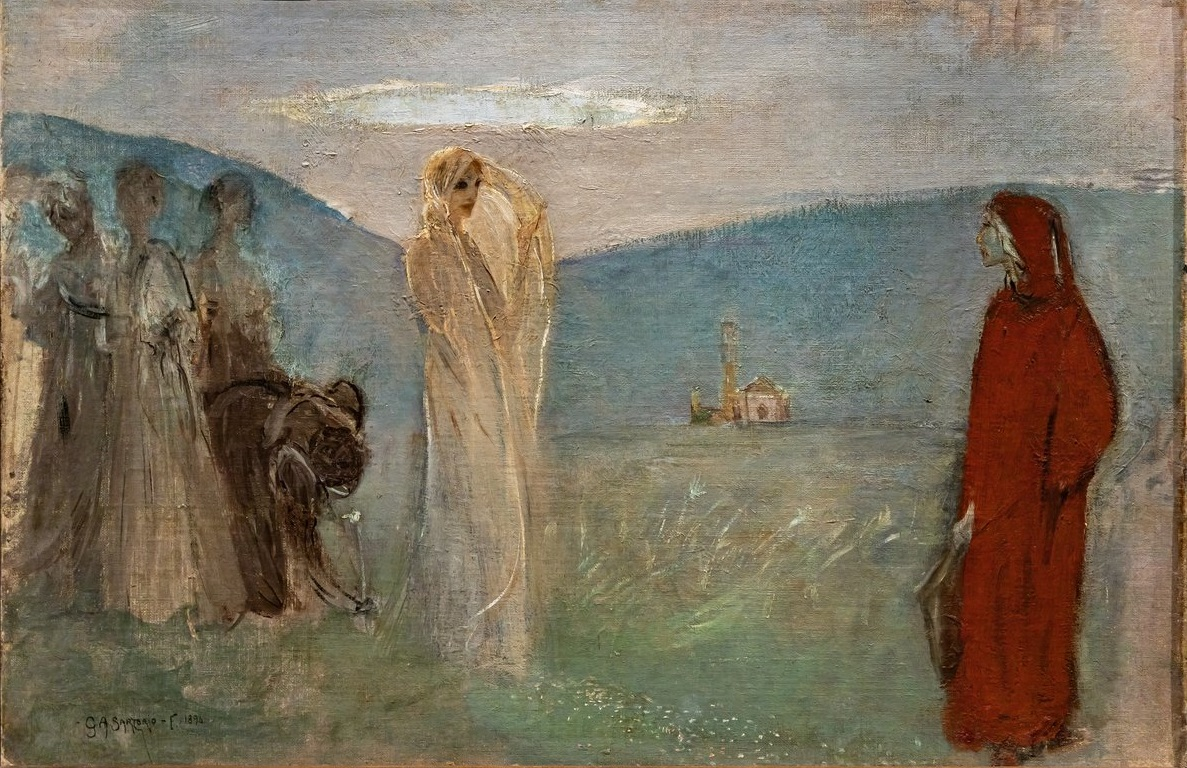
دانتي وبياتريس.

أما الحكاية التقليدية، فهي سرد شفهي مجهول المؤلف، يُروى بهدف التسلية وغالبًا ما يُوجَّه إلى الأطفال.
وفي القرنين الثامن عشر والتاسع عشر، بدأت هذه الحكايات تُجمع وتُدرس، مثل مجموعة الأخوين جريم في ألمانيا، وشارل بيرو في فرنسا.
أما الأسطورة، سواء كانت نثرية أو شعرية، فهي من خصائص القرن التاسع عشر، وتحكي أحداثًا لها أساس تاريخي جزئي، لكنها تكون محاطة بالخيال والمبالغة. ومن أبرز الأمثلة: أساطير غوستافو أدولفو بيكير.
أما الخرافة أو الأسطورة الميثولوجية (الميث)، فهي سرد قصير ذو طابع تفسيري أو معرفي أو سببي (إيتيولوجي)، غالبًا ما يكون ذا طابع رمزي، وله صلة وثيقة بعلم الأساطير.
تتحدث هذه الخرافات عن شخصيات إلهية أو خارقة تشكّل جزءًا من معتقدات وثقافة الشعوب.
أما السرد القصصي (relato)، فهو نص نثري مكتوب لمؤلف معروف، يتميز بقصره وعدد محدود من الشخصيات، دون التعقيد والتفرّع الذي تتميز به الرواية الكلاسيكية.
أما الرومانس، أو ما يُعرف في البلدان الشمالية باسم البالاد (ballada)، فهو سرد قصير شعري الطابع، غالبًا ما يكون مجهول المؤلف، نشأ من تفكك أناشيد البطولة في العصور الوسطى، وسرعان ما بدأ مؤلفون جدد في تأليف بالادات رومانسية على غرار القديمة، مثل: بالادة الحصان الأبيض لـ جي. ك. تشيسترتون.
أما الفانتازيا البطولية أو الملحمة الخيالية، فهي نوع فرعي من أدب الفانتازيا، ويوجد أيضًا في القصص المصورة والسينما وألعاب تقمّص الأدوار، ويتميّز بوجود كائنات أسطورية أو خرافية، وأجواء خيالية ذات طابع تاريخي قديم أو قرون وسطى، وفي الغالب تدور في مجتمعات متأخرة تكنولوجيًا، ويغلب عليها الطابع السحري والملحمي.